# Portoriko na Letních olympijských hrách 1992
Portoriko se účastnilo Letní olympiády 1992 ve španělské Barceloně. Zastupovalo ho 71 sportovců (65 mužů a 6 žen) v 12 sportech.

## Medailisté
| Medaile | Jméno          | Sport | Soutěž                           |
| ------- | -------------- | ----- | -------------------------------- |
| Bronz   | Anibal Acevedo | Box   | muži váha lehká střední do 67 kg |